# Més que un club

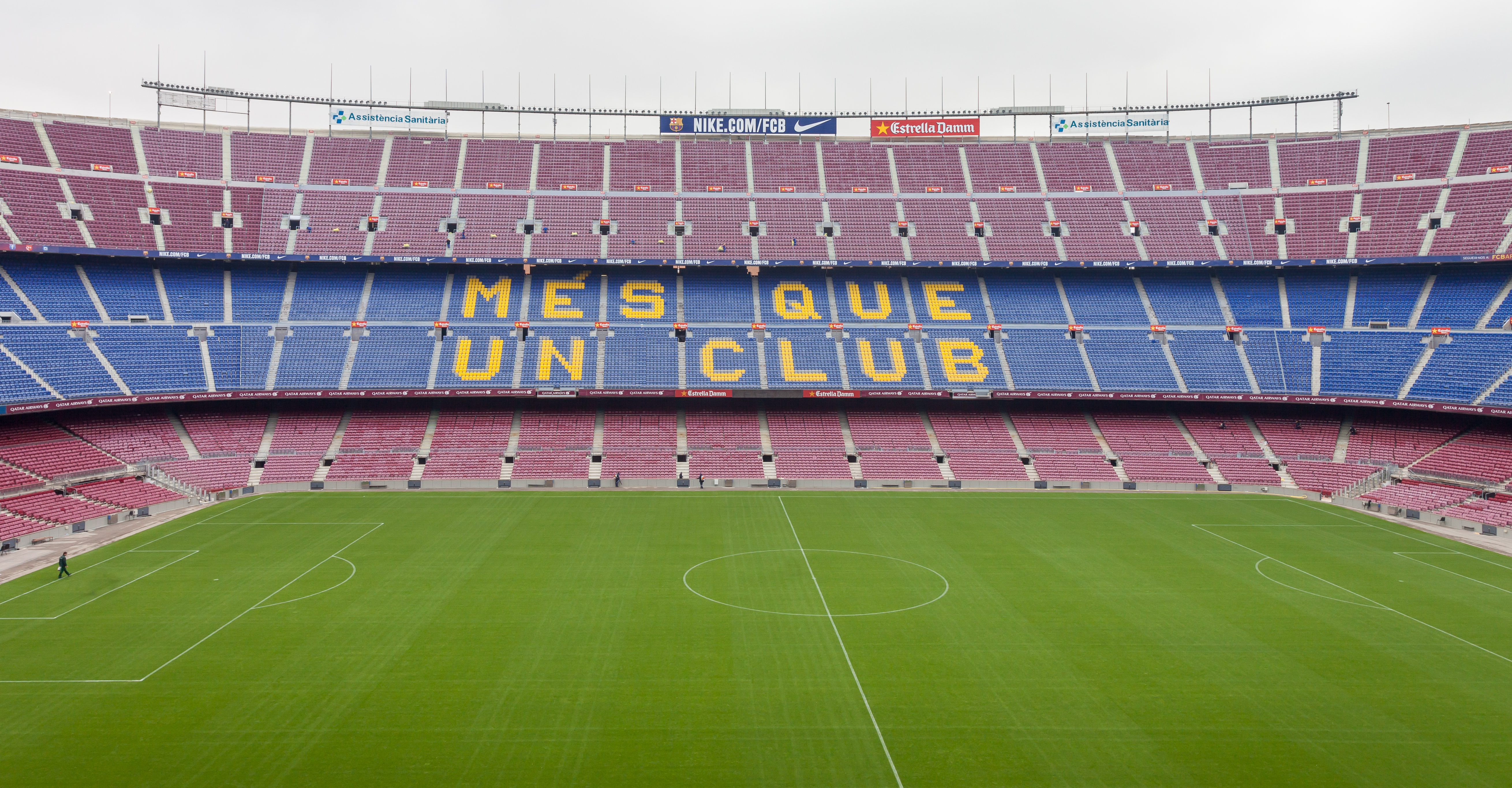
Motto Més que un club na trybunach Camp Nou

Més que un club (pol. Więcej niż klub) – motto katalońskiego klubu piłkarskiego FC Barcelona. 

Po raz pierwszy stwierdzenie, że Barça jest "więcej niż klubem" prawdopodobnie padło z ust Narcísa de Carrerasa, byłego prezydenta klubu. Obejmując to stanowisko 17 stycznia 1968 r. Katalończyk wypowiedział następujące zdanie:
Barcelona jest czymś więcej niż klubem piłkarskim, to duch, który jest zakorzeniony głęboko w nas, to barwy, które kochamy ponad wszystko.
Według Alfredo Relaño – redaktora naczelnego madryckiego dziennika As i komentatora stacji radiowej Cadena SER – motto w ostatecznej formie stworzył w październiku 1973 r. marketingowiec, Javier Coma. Més que un club było częścią kampanii reklamowej, przygotowanej z okazji Światowego Dnia Futbolu, organizowanego przez Barcelonę.